# میلیوویتسه (صربستان)
میلیوویتسه (به صربی: Milivojce) یک منطقهٔ مسکونی در صربستان است که در ناحیه پچینیا واقع شده‌است. میلیوویتسه ۱۲۲ نفر جمعیت دارد.